# Orites milliganii
Orites milliganii är en tvåhjärtbladig växtart som beskrevs av Meissn.. Orites milliganii ingår i släktet Orites och familjen Proteaceae. Inga underarter finns listade i Catalogue of Life.